# غفار (قبيلة)

غفار قبيلة من القبائل العربية التاريخية. كان منهم الصحابي أبو ذر الغفاري. والصحابية أميمة بنت قيس الغفارية

## نسب قبيلة غفار
غفار بن مليل بن ضمرة بن بكر بن عبد مناة بن كنانة بن خزيمة بن مدركة بن إلياس بن مضر بن نزار بن معد بن عدنان.

## تاريخ غفار ومساكنهم
سكنت غفار وادي الصفراء بين مكة والمدينة، وفشا الإسلام مبكرا في غفار، فقد اسلم أبو ذر الغفاري في مكة وكان خامس أهل الإسلام وأمره النبي صلى الله عليه وسلم أن يرجع إلى بلاده حتى يسمع عنه.
و بعد قيام دولة الإسلام بالمدينة حالفت ضمرة كلها ومنها غفار المسلمين، وصارت غفار من رعايا الدولة المسلمة مع اسلم ومزينة وبعض عبد الله بن غطفان.
و قد أحب رسول الله صلى الله عليه وسلم غفار وقال عنها: «غفار غفر الله لها», وقال «الأنصار_ ومزينة وجهينة وغفار وأشجع ومن كان من بني عبد الله موالي من دون الناس والله ورسوله مولاهم».
و قد اشتركت غفار في فتح مكة مع الرسول صلى الله عليه وسلم تحت قيادة خالد بن الوليد، وفي غزوة تبوك، ولم ترتد بعد موت النبي صلى الله عليه وسلم وشاركت مع المسلمين في حروب الردة.

## [1]دور غفار في فتح مصر
و اشتركت غفار مع عمرو بن العاص في فتح مصر، سكنت في خطة قريش والأنصار واسلم وجهينة، وعندما نظم عمرو بن العاص مرتبعات لكل قبيلة خرجت فرقة من غفار مع أبناء عمومتها بني ليث بن بكر إلى أتريب، وخرجت الفرقة الأخرى مع بني اسلم وجذام إلى تل بسطة (مركز الزقازيق الآن) وهربيط (مركز أبو كبير الآن) وطرابية (مركز فاقوس وأبو حماد والتل الكبير).
و لا شك أن غفار الآن قد ذابت في جذام وصارت بطونا فيها شأنها شأن بني اسلم الذين أصبحوا بطنا في جذام كذلك، وقد ذكر القضاعي في خططه أن بيوتا من بني ضمرة (غفار منها) سكنوا مع قريش في بلادها بالاشمونيين.
و كان من غفار صحابة أجلاء مثل أبي ذر خامس أهل الإسلام، وهو جندب بن جنادة بن سفيان بن عبيد بن حرام بن غفار، والصحابي الجليل أبي رهم كلثوم بن الحصين الغفاري استخلفه النبي صلى الله عليه وسلم على المدينة.
و من الصحابة الغفاريين الذين سكنوا مصر واختطوا بها أبو بصرة حميل بن بصرة الغفاري رضي الله عنه الذي دفن بالقرافة.
و من غفار الآن بيوت في قرية الغفارية مركز بلبيس وفي الحسينية وأولاد صقر وديرب نجم وكلها بمحافظة الشرقية، وسمعت بتواجد غفاري في بعض بلاد الصعيد بلا تثبت.